# ノスタルジア・クリティック
ノスタルジア・クリティック（Nostalgia Critic）とは、インターネット上に投稿されているレビュー動画シリーズ及びそのシリーズ内に登場する批評家の名前である。略称は「NC」。

## 概要
- ダグ・ウォーカー演じる批評家ノスタルジア・クリティックが、皮肉を交えながら映画やテレビ番組をレビューしていく動画シリーズ。2007年にYouTubeに動画を投稿して以降、着々と動画を投稿し、2017年現在で300本以上続く人気シリーズとなった。
- 現在はYouTubeの他に、ダグ自身のサイトThe Guy with the Glassesや、Channel Awesomeでも動画が公開されている。

## 芸風
- 取り上げる話題は、主に80年代から90年代の映画やテレビ番組である。
- 皮肉やジョークを交えたコミカルなレビューを行う。また、駄作をレビューする際には、声を荒あげたり銃で発砲したりなどのオーバーなリアクションをすることが多い。
- また、「スター・ウォーズシリーズ」や「シャイニング」など、映画のパロディーを行うことも多い。
- 批評のみならず、好きな映画やテレビ番組、キャラクターなどをランキング形式で紹介するものや、メディアに関する特定の話題について論説する動画なども存在する。
- 動画の始まりと終わりに"Hello, I'm the Nostalgia Critic. I remember it so you don't have to!"という決め台詞を発するのが定番。ただし、必ずこの台詞があるというわけではない。

## エピソード一覧
2017年8月現在、公開されたエピソード数は300を超えている。